# 高卢人

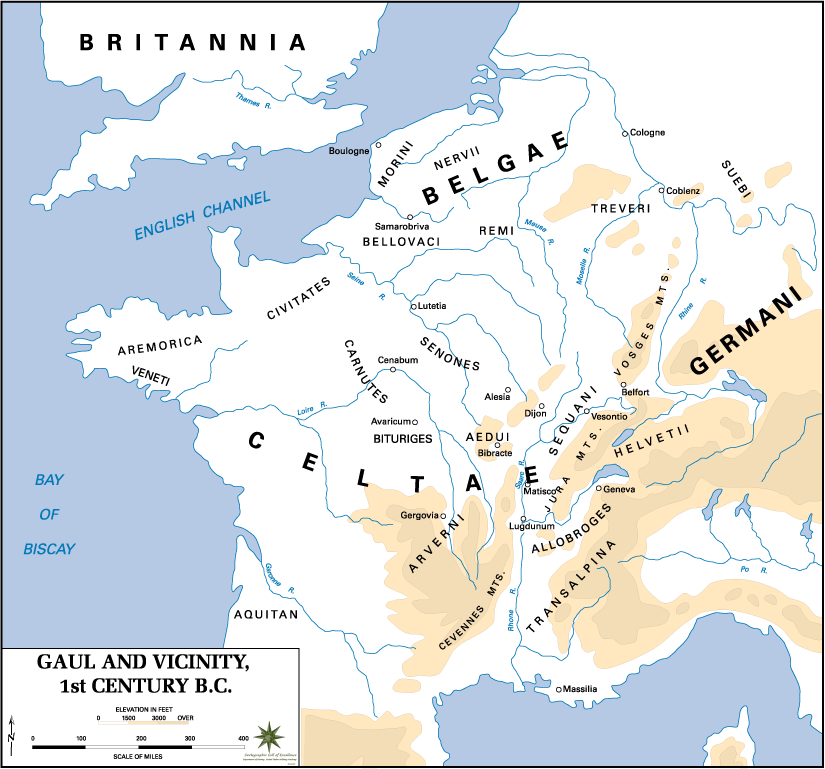
前一世紀的高盧地圖，其中標註了高盧人、貝爾格人和阿奎丹尼人的領土。

高盧人（拉丁語：Gallia）是前5世紀至3世紀間，即鐵器時代和羅馬高盧時期聚居於高盧地區的凱爾特人，常被視為是法兰西人的祖先。他們的語言高盧語是大陸凱爾特語支的主要組成部分。
前5世紀時高盧人由阿爾卑斯山北部的拉坦諾文化中分離出來，到前4世紀時已經分佈到了現在的法國、瑞士、德國南部、奧地利和捷克共和國，並出現在意大利北部、巴爾幹半島、特蘭西瓦尼亞和安納托利亞，控制著羅訥河、塞納河、萊茵河和多瑙河等重要交通航道。羅馬人後將這群部落統稱為高盧人，並將該地區稱為高卢。然而高盧人並非政治統一的群體，而是數以百計未統一的部落。前3世紀，高盧人的實力達到頂峰，擴張至北意大利與巴尔干半岛，分別與罗马共和国和希臘爆發戰爭，部落酋長布倫努斯還曾攻入罗马城。第一次布匿戰爭之後羅馬共和國崛起，並對高盧人形成壓迫之勢。前225年的泰拉蒙戰役之後高盧人的力量開始衰退，在前50年代的高盧戰爭中被征服。此後高盧人就生活在羅馬的行省之中，因羅馬文化的影響形成了高卢-罗马文化，最終由於羅馬的強勢而漸被同化。

## 註腳
1. ↑  . Encyclopædia Britannica Online. Encyclopædia Britannica, Inc.   [2012-11-29]. （原始内容存档于2015-05-03）.
2. ↑  呂一民（2012年），第6页